# Hiroshige Koyama
Hiroshige Koyama (小山博滋 Koyama Hiroshige?,  1937) es un botánico japonés, especialista de la familia Asteraceae.
Realizó expediciones botánicas a Japón, y Tailandia.

## Algunas publicaciones
- 1968. Cytotaxonomic Studies of Compositae 3: On the Species Problems in Japanese Cacalia Hastata and Its Allies.

- 1968. On Cacalia Yatabei and Its Related Species.

- 1969. Taxonomic studies on the tribe Senecioneae of Eastern Asia. 183 p.

- 1970. Phytogeography of Some Flowering Plants of the Tsushima Islands.

- 1974. Blumea Conspicua, as a Species Endemic to the Ryukyu Islands.

- 1979. Notes on some species of Chinese Cacalia 3.

- 1986. A Preliminary Check List of the Pteridophytes and Dicotyledons of Doi Inthanon in Thailand. Ed. Department of Botany, Faculty of Science, Kyoto Univ. 146 p.

- 1990. A Preliminary Check List of Spermatophytes of Doi Inthanon in Thailand: I. Ed. Shoei Junior College.

- 1995. Natural history researches of the Abukuma mountains and Its Adjacent Regions.

- 1997. Deep-sea fauna and pollutants in Suruga Bay. National Science Museum monographs 12. Ed. National Science Museum, 336 p.

- 2000. Flora and Fauna of the Imperial Palace, Tokyo.

- La abreviatura «H.Koyama» se emplea para indicar a Hiroshige Koyama como autoridad en la descripción y clasificación científica de los vegetales.[3]